# Vlag van Tuamotu

Vlag van Tuamotu

Vlag van het koninkrijk Tuamotu, 1832-1843

De vlag van Tuamotu is de vlag van Tuamotu, een deel van Frans-Polynesië in de Grote Oceaan dat door Frankrijk wordt bestuurd.
De vlag van bestaat uit een verticale blauwe baan die ongeveer 2/7 van de lengte van de vlag is aan de mastzijde en drie horizontale banen van rood, wit en rood (1-2-1) aan de vluchtzijde. Op de witte baan staan twee rijen van acht blauwe vijfpuntige sterren. De vlag werd in 1975 aangenomen op basis van de vlag van het voormalige koninkrijk Tuamotu (1832-1843), die acht rode sterren had. De rode en witte banen doen denken aan de Frans-Polynesische vlag. De blauwe baan staat voor de zee en samen met de witte en rode banen voor de kleuren van de Franse vlag. De zestien sterren symboliseren de zestien gemeenten in de archipel.
Op 4 december 1985 besliste de Territoriale Regering dat de vlag van de archipels en eilanden van Frans-Polynesië naast de vlag van Frans-Polynesië en de vlag van Frankrijk mag wapperen.

## Vlaggen van de eilanden

Hao
Makatea
Reao Pukarua